# أوبري كوش
أوبري كوش (بالإنجليزية: Aubrey Koch)‏ هو طيار أسترالي، ولد في 2 أكتوبر 1904 في Ulverstone, Tasmania ‏ في أستراليا، وتوفي في 21 يونيو 1975 في Mount Eliza, Victoria ‏ في أستراليا.